# Karabo Mathang-Tshabuse
Karabo Mathang-Tshabuse (née en 1987/88) est une agente de football sud-africaine. En 2007, elle fonde la société de management sportif Pmanagement. En 2009, elle devient la première femme sud-africaine agente de football accréditée par la FIFA. 

## Biographie
Karabo Mathang-Tshabuse naît à Orlando East, à Soweto, en Afrique du Sud,. Son père travaille dans le développement économique pour la ville de Johannesbourg. Karabo Mathang-Tshabuse grandit à trois pâtés de maisons du footballeur Jomo Sono.  Elle assiste à son premier match de football à l'âge de 5 ans et assiste fréquemment à des matchs de football avec son futur mari Josy ainsi qu'avec Nonhlanhla Nkosi, qui deviendra plus tard directeur du marketing pour les Kaizer Chiefs.  Elle décide d'arrêter de jouer au football au lycée. Elle obtient une licence en médias et relations internationales à l' Université du Witwatersrand et en 2014, elle commence une licence en droit dans la même université. Elle a deux enfants. 

## Carrière
En 2007, Mathang ouvre sa société de management sportif Pmanagement avec son mari Josy et Nonhlanhla Nkosi, responsable marketing de Kaizer Chiefs,. La société est créée pour repérer les footballeurs amateurs ayant le talent pour jouer au niveau professionnel. Sa compagnie repère des joueurs tels qu'Amanda Dlamini, Tendai Ndoro et Ronald Kampamba. Nkosi quitte Pmanagement en 2012. 
Pour devenir agent de football professionnel, elle a dû payer 1 million de rands d'indemnités à l'Association sud - africaine de football (SAFA). En 2009, à l'âge de 21 ans, Mathang devient la première femme agent de football d'Afrique du Sud à être accréditée par la FIFA et la SAFA,,, après deux échecs. En 2015, Mathang-Tshabuse fonde l'Association des agents accrédités, afin d'essayer de résoudre le problème des agents de football sans licence dans le football sud-africain. La même année, Mathang-Tshabuse figure sur la liste des 100 femmes de la BBC.